# Aphalara longicaudata
Aphalara longicaudata är en insektsart som beskrevs av Wagner och Franz 1961. Aphalara longicaudata ingår i släktet Aphalara och familjen rundbladloppor. Inga underarter finns listade i Catalogue of Life.